# Ana Paula Vitorino
 (novembre 2017).
Si vous disposez d'ouvrages ou d'articles de référence ou si vous connaissez des sites web de qualité traitant du thème abordé ici, merci de compléter l'article en donnant les références utiles à sa vérifiabilité et en les liant à la section « Notes et références ».
Ana Paula Mendes Vitorino, née le 25 avril 1962 à Lourenço Marques, est femme politique portugaise.